# Weissia wimmeriana
Weissia wimmeriana là một loài Rêu trong họ Pottiaceae. Loài này được (Sendtn.) Bruch & Schimp. miêu tả khoa học đầu tiên năm 1846.